# Andronowski
Andronowski (Syrokomla XV) – polski herb szlachecki, odmiana herbu Syrokomla.

## Opis herbu
Opis zgodnie z klasycznymi regułami blazonowania:
W polu czerwonym na łękawicy srebrnej zaćwieczona takaż rogacina podwójnie przekrzyżowana. Klejnot: Trzy pióra strusie. Labry: Czerwone, podbite srebrem.

## Najwcześniejsze wzmianki
1619 rok.

## Herbowni
Andronowski, Czechowicz, Czechowicz-Andronowski, Panryłowicz.